# 希臘化時代

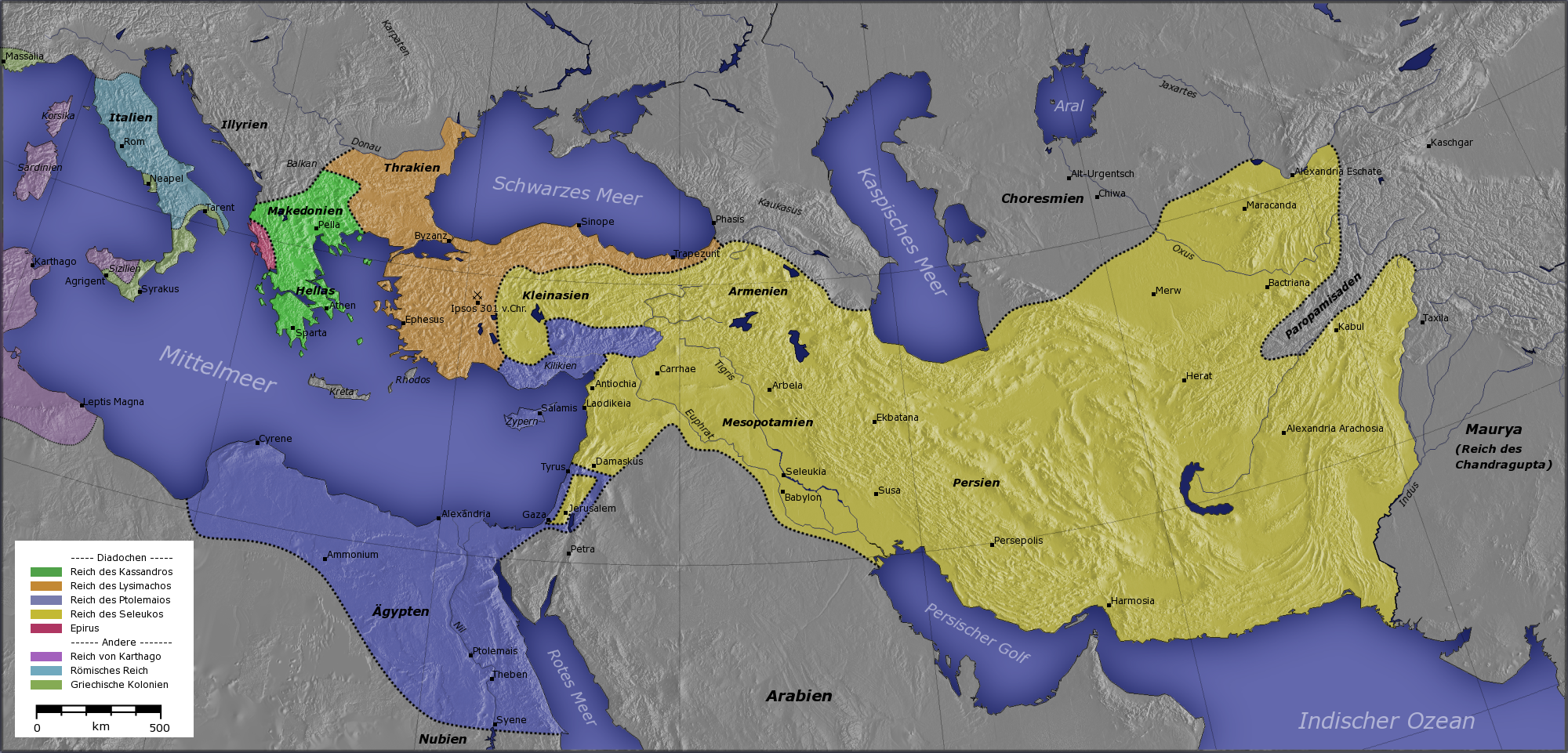
在亞洲、歐洲、非洲的希臘化王國
卡山德王國
利西馬科斯王國
托勒密王國
塞琉古帝國
其他
希臘城邦

希臘化時代（希臘語：Ελληνιστική περίοδος）始於亞歷山大大帝之死（公元前323年），终於羅馬共和國在前146年征服希臘本土，或前30年最後的繼業者王國——托勒密王國滅亡為止。這段時期，19世紀後西方史學界認為古希臘文明主宰整個地中海東部沿岸的文明，所以稱此地這段時期為希臘化時代。希臘化時代被認為是希臘古典時代和羅馬文化間的過渡時期，與希臘古典時代相比，文化趨勢于下降或衰退。希臘化時期的特點是新的一波的希臘殖民活動，並主要以埃及和西亞的各希臘化王國內建立殖民城市為主。
随着希腊人的远征，希腊文化和艺术被带到了遥远的东方，使希腊文化和亚洲文化得以融合，形成了东西方合璧的希腊化文化，这对西亚和中亚各国的建筑、雕刻和绘画等方面的发展起到了一定的促进作用。所以，亚历山大远征在丝绸之路东西方文化交流史上占有重要的地位。亚历山大逝世后，帝国分裂成众多希腊化国家，这些希腊化国家延续了很长时间，但在公元前3世纪和前2世纪，亚洲各地掀起了反抗浪潮，新形成的王国在保有自身因素的同时也继承了希腊化的要素，例如安息—萨珊波斯的建筑和雕刻，或者更遥远东方的印度犍陀罗艺术，这些希腊化时代及其之后的亚洲艺术与亚洲上古艺术形成了很大的差别。还有一些西亚古老的小国也受到希腊化文化的强烈影响，如佩特拉（Petra）和帕尔米拉是西亚历史上著名的希腊化王国，这些国家的建筑和雕刻也浸润了希腊化时代的建筑技法和装饰纹样。

## 前言
古希臘歷來是一個經常互相敵對且各自獨立的城邦集合，在伯羅奔尼撒戰爭後，希臘落入斯巴達霸權的領導下，但斯巴達僅僅是城邦中勢力最為強大，並不是擁有絕對權力，在前371年的留克特拉戰役後，底比斯接下斯巴達的霸權，但在前362年的曼蒂尼亞戰役之後，因所有的希臘城邦都彼此削弱，沒有一個城邦能再主導霸權。在這種背景下，北方的馬其頓王國在國王腓力二世統治下逐漸展現優勢。馬其頓位於希臘世界的邊緣，儘管馬其頓王室聲稱具有希臘血統，希臘人也看不起為半野蠻的馬其頓人。不過，馬其頓和各希臘城邦相比，馬其頓的中央政府較強勢，控制的地區也比大多數希臘城邦廣大的多。
隨著能幹且充滿擴張主義的腓力二世繼承馬其頓王位，馬其頓權勢開始步上希臘世界的舞台。腓力利用任何機會擴大馬其頓的領土，在前352年占領色薩利和馬格尼西亞，之後10年間，又與底比斯和雅典發生斷斷續續的衝突，最終在前338年腓力二世在喀羅尼亞戰役戰勝了底比斯和雅典的軍隊。在此之後，腓力二世成立科林斯同盟，使他可以直接控制大多數希臘城邦，並被選全同盟的最高統帥，準備對波斯的阿契美尼德帝國發動戰爭。然而，儘管這項征服行動尚在初期階段，腓力二世遭到暗殺。

## 馬其頓帝國

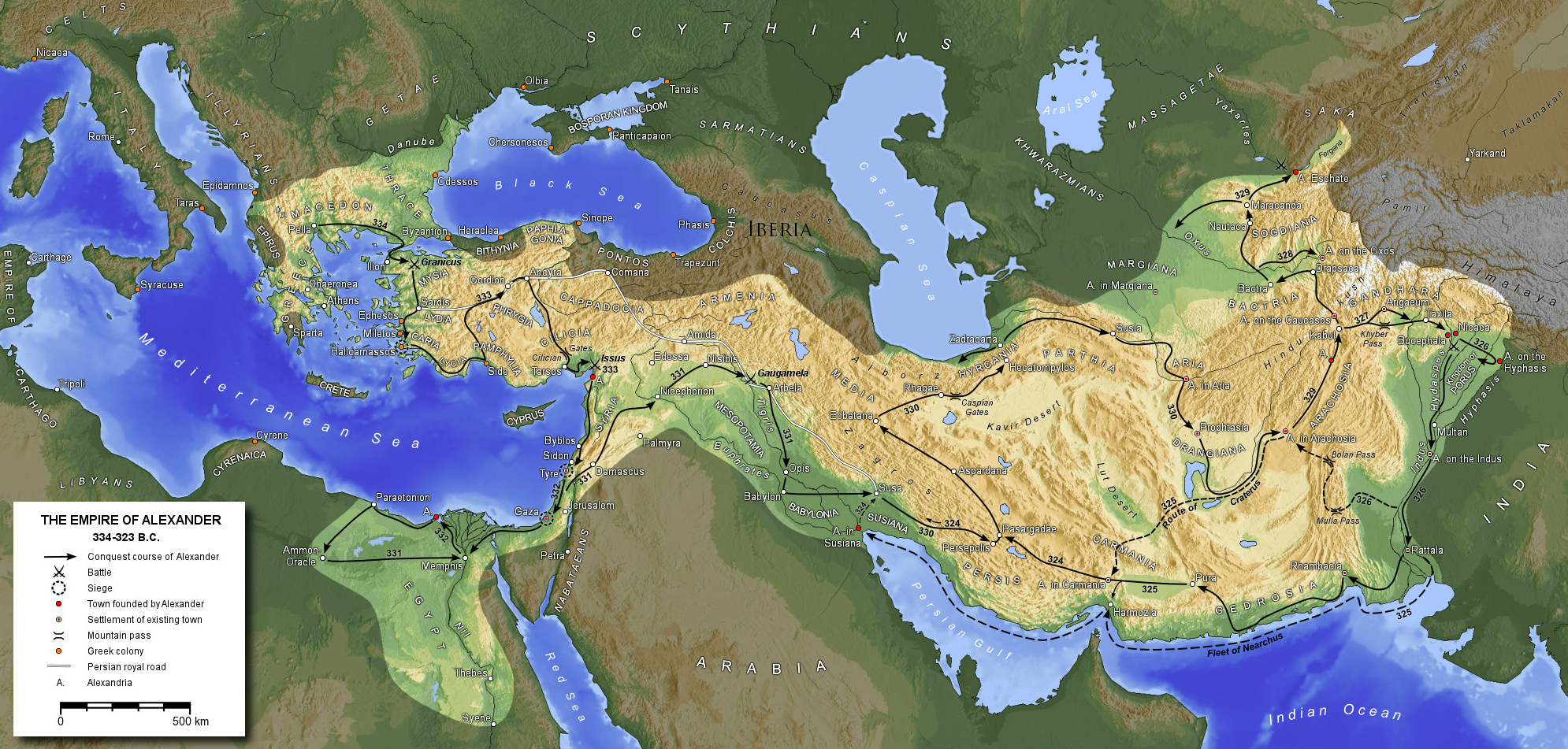
亚历山大大帝征服过的地域

隨著亞歷山大大帝繼承父親的王位，也接手對波斯的戰爭。在長達數十年的征服中，亞歷山大擊敗波斯國王大流士三世，並征服了整個波斯帝國，征服的土地包括小亞細亞、亞述、黎凡特、埃及、美索不達米亞、米底、波斯、以及現代部分阿富汗一帶與巴基斯坦和中亞草原。然而，在長年來不停的征服後，亞歷山大於前323年逝世，
亞歷山大所征服的遼闊領土在之後兩三個世紀內深深受希臘文化的影響，直到羅馬和安息分別在西部、東部興起。由於希臘和東方文化相互交融在一起，發展成一個混合的希臘文化，這種文化即使與希臘的連繫中斷也能持續下去發展（例如希臘-巴克特里亞王國）。

## 繼業者
亞歷山大大帝逝世後，整個馬其頓帝國被各個繼業者所分割，並在之後的四十年內戰爭持續不斷，直到前280年才穩定下來，形成四個主要的王國。
- 安提柯王朝：在馬其頓和希臘本土
- 托勒密王朝：在埃及，首都在亞歷山卓
- 塞琉古王朝：在敘利亞和美索不達米亞，首都在安條克
- 阿塔羅斯王朝：在安納托利亞，首都在帕加馬

儘管大部分的地區起初依舊在繼業者的統治，但其中有些領土喪失的較快，或只是名義上屬於希臘人統治。在經過200年後，只有少部分的領土還在繼業者王國的統治下，直到羅馬征服托勒密王國的埃及。

## 托勒密王國

「克利奥帕特拉之死」，目前在維也納藝術館被收藏。由古伊都·卡格納西（Charmion）所繪, 1658

托勒密一世曾為亞歷山大大帝七個近身護衛官之一，在前323年亞歷山大逝世後被任命為埃及總督。並在前305年自立為國王，被稱為“Soter”（救世主），建立托勒密王國。而埃及人很快接受了托勒密王朝為埃及法老，托勒密的家族一直統治埃及到前30年被羅馬征服。
托勒密王朝所有男性統治者都取名托勒密，其妻子多為自身的姊妹，多稱為克利奧帕特拉、貝勒尼基和阿爾西諾伊。其中埃及最後的女王克里奧帕特拉七世是最著名的家族成員，她在羅馬內部凱撒和龐培的政治鬥爭中，以及後來屋大維和安東尼之間的鬥爭中都扮演重要的角色。最後她以自殺代表著托勒密王朝結束在埃及統治，並被羅馬征服。
托勒密在埃及有強大的根基，是整個希臘化世界最後落入羅馬手中的，但早在公元前30年屋大維奪取埃及領土前，局勢就已失去控制了，而最後一位執政者克里奧帕特拉七世，介入凱撒和龐培，屋大維與安東尼之間的政治鬥爭，最終服毒自盡。

## 塞琉古帝國
在特里帕拉迪蘇斯分封協議中，塞琉古當上巴比倫尼亞的總督，並以此地為根據地向外擴張，還於巴比倫的附近建造塞琉西亞，建立塞琉古帝國，並以前311年作為塞琉古紀年開始。
塞琉古帝國初期以近東為中心向外發展，最強盛時疆土包括安納托利亞、黎凡特、美索不達米亞、波斯和今日的土庫曼斯坦、帕米爾和部分巴基斯坦一帶，統治舊亞歷山大帝國的東部大部分。

## 其他希臘化王國

### 希臘-巴克特里亞王國

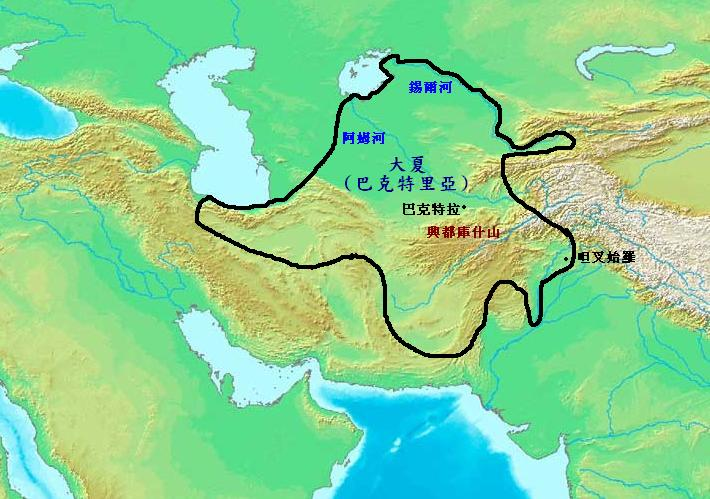
希臘-巴克特里亞王國的最大版圖

巴克特里亞起初為塞琉古帝國的一部分，但這個東部省份與帝國中心距離過於遙遠，意味著總督在管理上握有極大的自由，且受中央拘束較小。在大約前250年，巴克特里亞、粟特和馬爾吉阿納的總督狄奧多特自立為國王，建立希臘-巴克特里亞王國。差不多在同一時間，鄰近的塞琉古帝國帕提亞總督安德拉戈拉斯也宣佈獨立，但安德拉戈拉斯無法阻擋北方帕尼遊牧民族的酋長阿爾沙克一世入侵，而帕提亞終究陷入遊牧民族手中並建立安息王國。使得初生的新王國與塞琉古帝國連繫中斷，儘管這使得巴克特里亞初期可以保持其獨立性，但在長期下來可能導致此地的希臘文化逐漸衰亡，因為它再也不能接受或得到希臘的人力資源或希臘文化。
狄奧多特的兒子狄奧多特二世在約前230年左右被歐西德莫斯一世所推翻，並開啟歐西德莫斯王朝，歐西德莫斯先前可能是巴克特里亞王國的粟特總督。在約前210年，塞琉古帝國中興國王安條克三世成功入侵巴克特里亞。雖然安條克在戰場上獲得勝利，但安條克似乎意識到保留這個國家有一定的好處，並把他的一個女兒嫁給歐西德莫斯的兒子，並承認希臘-巴克特里亞王國。
不久之後，歐西德莫斯的兒子德米特里一世繼承巴克特里亞王位，並趁著孔雀王朝毀滅之際，於前180年左右入侵印度的西北部地區，而孔雀王朝可能是巴克特里亞王國的盟友，入侵的理由也不清楚，可確定在前175年左右希臘人統治印度的西北部。
在這之後，是巴克特里亞王國歷史的模糊地帶。德米特里一世可能死於前180年，許多錢幣上證據說明之後存在一些其他國王出現，且僅僅統治或同時存在一小段時間。很可能在這個時候，巴克特里亞王國分裂成幾個半獨立的地區。像是歐西德莫斯二世似乎統治巴克特里亞本土，但阿加托克利斯、安提瑪科斯一世和潘達雷昂仍統治印度一小部分。在前171年左右歐克拉提德一世篡奪巴克特里亞王位，並消滅其他在希臘-巴克特里亞王國的統治者，相同的，在印度阿波羅多特斯一世差不多在前170年掌握權力，並標誌著印度-希臘王國真正開始。
歐克拉提德一世可能是塞琉古王室的成員，並宣稱擁有巴克特里亞王國的主權。歐克拉提德曾鑄造一個巨大且令人著目的錢幣，被認為他是一個相當重要的統治者。他似乎再次中興巴克特里亞王國，在與印度-希臘王國的君主對抗中，把勢力短暫擴張到印度河流域，但在安息的攻擊下，失去了王國西部地區的領土，歐克拉提德在前145年前後遭到謀殺，且後繼者歐克拉提德二世和赫利奧克勒斯之間可能發生內戰，因而嚴重削弱王國的力量，最終在前130年左右遭到游牧民族入侵而滅亡。然而，希臘的城市文明似乎在巴克特里亞王國崩解後繼續存在，使之後的游牧民族深受希臘化影響。

### 印度-希臘王國

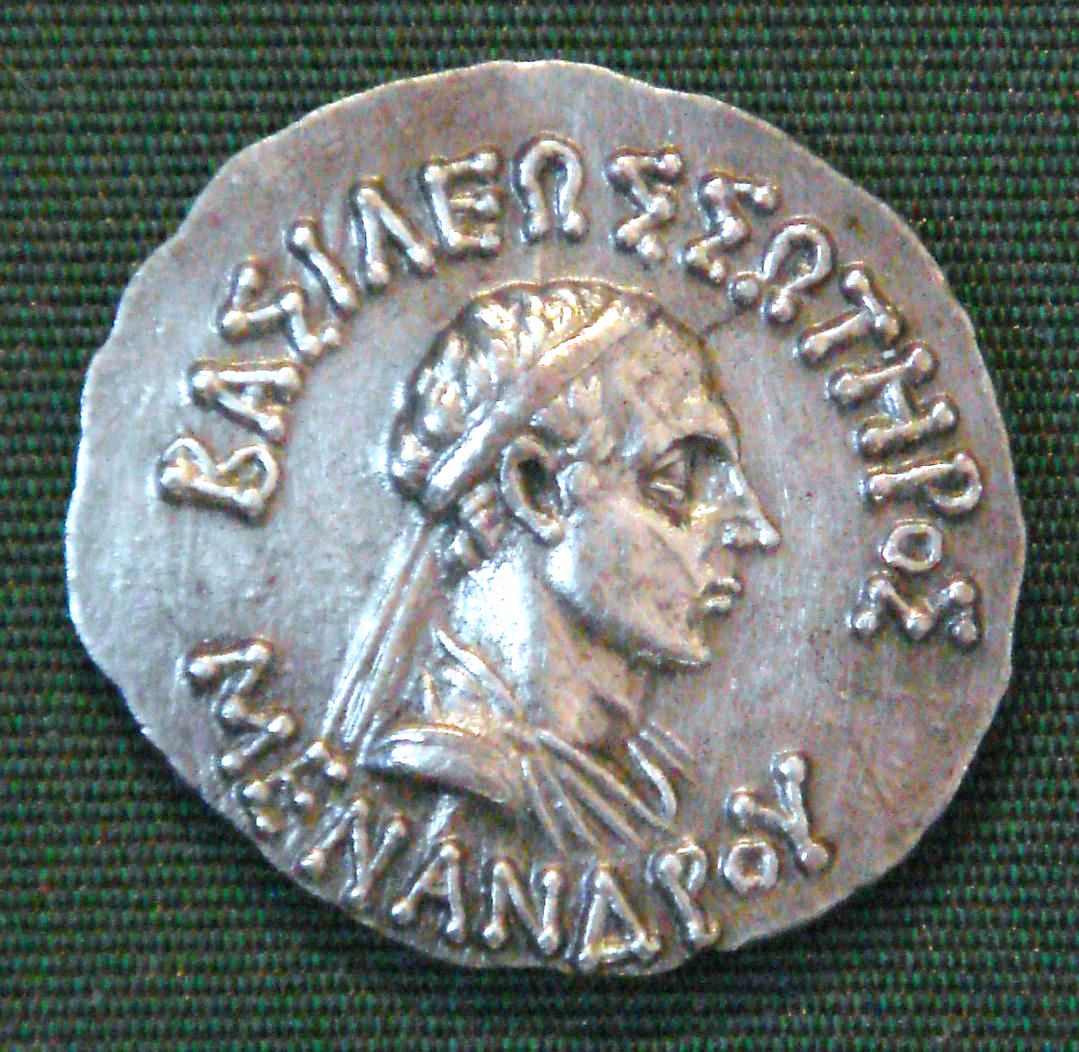
米南德一世的錢幣.

印度-希臘王國從希臘-巴克特里亞王國分裂出去後，與西方希臘世界的聯繫更加孤立，因此，印度希臘王國的歷史比巴克特里亞王國更加模糊。許多印度國王僅僅是因為硬幣上刻著他們的名字才被後人知曉。在古錢幣的證據與考古發現和以及少量的歷史記錄表明，在印度-希臘王國內東西方文化融合達到了另一個高峰。
在約前170年阿波羅多特斯一世成為“印度的”國王後，對於他的後期統治情形不清楚，但阿波羅多特斯似乎向東擴張他的版圖，直到犍陀羅和旁遮普西部。在約前155（或前165）年米南德一世似乎繼承的阿波羅多特斯，並成為最強大的印度-希臘君主，並短暫的擴大疆域到旁遮普東部。次外，米南德一世還改信佛教，且似乎一直資助佛教，並出現在佛教經典《彌蘭陀王問經》中。
前130年左右米南德逝世後，王國似乎已經支離破碎，有幾個“國王”在不同地區同時存在，這就不可避免地削弱了印度-希臘王國的力量，而且領土似乎逐漸喪失。大約前70年，阿拉霍西亞的西部和帕洛帕米薩達因遭到游牧民族入侵而喪失，據推測希臘-巴克特里亞王國可能也因這些部落入侵而滅亡。這個結果導致印度-塞人王國逐漸向東方的其餘印度-希臘王國施壓，使殘存的印度-希臘王國在旁遮普西部殘喘，直到在公元前10年左右最後一位君主被印度-塞人取代。

### 本都王國
本都王國是一個在的黑海南方海岸的希臘化王國，並由米特里達梯一世在前291年建立，一直持續到前63年被羅馬共和國征服。儘管統治這個王朝的是阿契美尼德帝國王室後代，但因在黑海周邊的希臘城邦和其他希臘化王國影響，本都王國深受希臘文化薰陶。本都王國在米特里達梯六世統治時國勢最為強盛，並征服科爾基斯、卡帕多西亞、比提尼亞、小亞美尼亞以及克里米亞的希臘殖民地，甚至短暫征服羅馬的亞細亞行省。而在與羅馬米特里達梯戰爭長期的鬥爭，本都遭到擊敗，其王國一部分被納入羅馬共和國的行省中，殘餘的部分成為羅馬的屬國。

## 羅馬的崛起
羅馬經常以直接干涉希臘世界這種方法來獲得自身的利益，這種羅馬干涉希臘城邦的態度，遠從位於意大利南部沿海的大希臘城邦就開始。當羅馬統治意大利半島大部分後，開始意圖把大希臘的城邦納入統治，起初大希臘的城邦反抗羅馬的侵略，並與伊庇魯斯的皮洛士同盟，儘管皮洛士在幾場戰役中擊敗羅馬人，但希臘城邦最終無法再保有自身的獨立，而被納入羅馬共和國中。很快的，羅馬捲入了與迦太基在西西里島的戰爭，爆發第一次布匿戰爭，戰爭的結果是羅馬徹底征服西西里島，包括在西西里島強大的希臘城邦。
儘管大希臘的希臘城邦並不算希臘化世界的一部分，但那些在東方的希臘化王國卻逐漸步上衰弱，一當羅馬於地中海日漸茁壯成一個泱泱大國時，雖然希臘化王國依舊保持自身獨立性，但羅馬卻可以很容易征服他們。或許希臘化王國本來是可以避免被羅馬征服的命運，但當時希臘化時的主要政權並沒有在羅馬的勢力逐漸崛起時出面阻止，然而，他們與羅馬之間的必定會發生對抗。

### 第一次和第二次馬其頓戰爭
羅馬是因貿易因素開始介入在巴爾幹地區的事務，因伊利里亞海盜襲擊的羅馬商船，導致羅馬兩次入侵伊利里亞（第一次伊利里亞戰爭和第二次伊利里亞戰爭）。當馬其頓年輕的國王腓力五世窩藏海盜頭子德米特里後，兩國之間的緊張起來。而腓力五世為了把羅馬逐出或削弱在伊利里亞地區的勢力，當羅馬在前216年第二次布匿戰爭的坎尼戰役後實力大損後，腓力五世與迦太基名將漢尼拔結盟，爆發第一次馬其頓戰爭（前215年-前202年），迫使人力吃緊的羅馬人在另一條戰線與馬其頓作戰。
當羅馬人結束第二次布匿戰爭後再一次集中力量，期望重新獲得在巴爾幹地區的影響力，並制止腓力五世擴張。並以腓力五世拒絕結束與羅馬盟友帕加馬和羅德島. 戰爭為由，向馬其頓發動戰爭，爆發第二次馬其頓戰爭（前200年-前196年）。羅馬還與希臘城邦中反腓力五世的埃托利亞同盟結盟，並在前197年的庫諾斯克法萊戰役獲得決定性的勝利，結束第二次馬其頓戰爭。像大多數羅馬所制定的和約那樣，馬其頓的勢力遭到徹底粉碎，必須償還一個巨大的賠款，被迫把艦隊交給羅馬，更失去色雷斯和小亞細亞的領土，使馬其頓的疆界回到古老的邊界，也喪失對希臘城邦的影響力，其結果使馬其頓在地中海作為一個大國的地位遭到終結。

### 羅馬-敘利亞戰爭

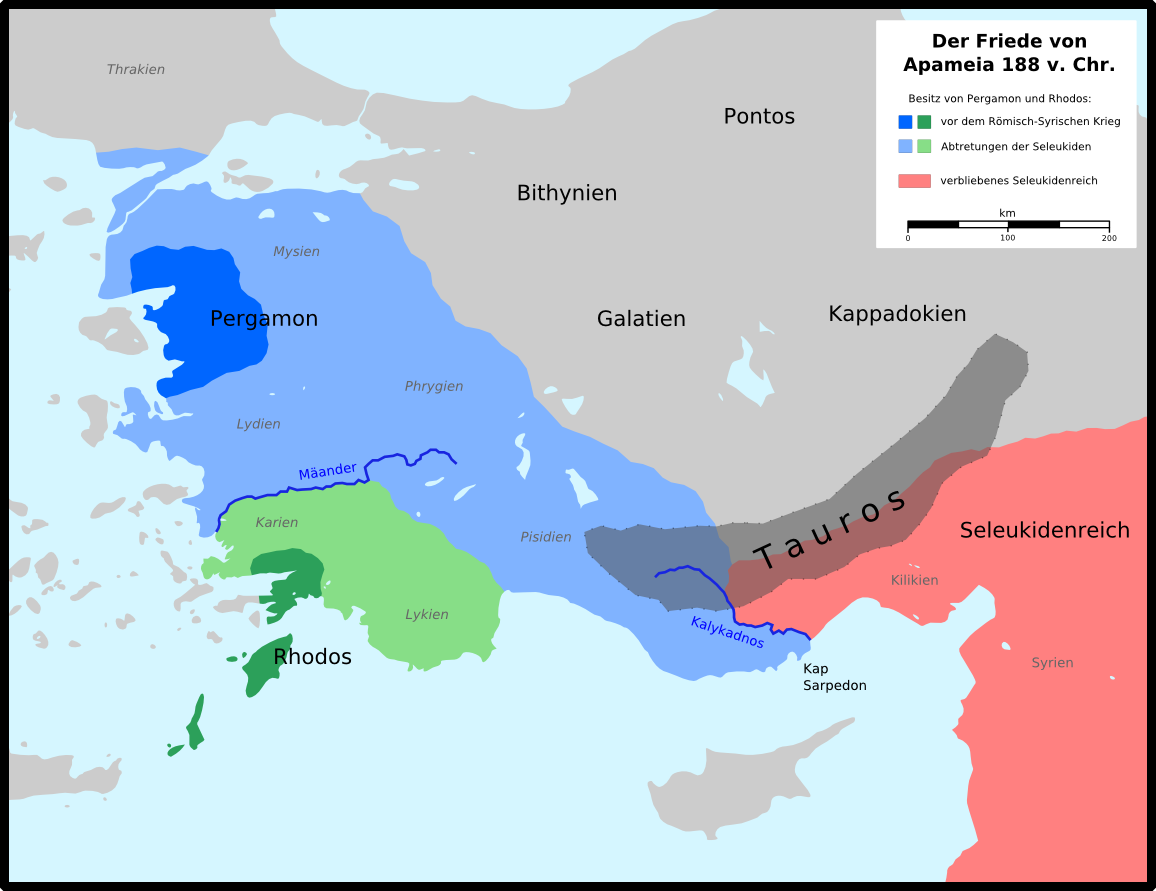
阿帕米亞和約後的疆土變遷
塞琉古帝國
帕加馬王國獲得領土
羅德島獲得領土

第二次馬其頓戰爭結束不久，塞琉古帝國也開始與羅馬糾纏。塞琉古國王安條克三世在前203年時與馬其頓腓力五世結盟，協定瓜分埃及國王托勒密五世的領土。隨著在安條克三世在第五次敘利亞戰爭擊敗托勒密王國，逐步佔領托勒密在小亞細亞的領地，這必使安條克三世與羅馬兩個重要盟友羅德島和帕加馬發生衝突，而羅馬與塞琉古間關係越發越緊張，安條克三世還收留流亡的迦太基將軍漢尼拔。
與此同時，之前在馬其頓戰爭時與羅馬一同對抗腓力五世的埃托利亞同盟，因不滿羅馬在希臘的勢力逐漸擴張，便向安條克三世遊說對抗羅馬，安條克便以把希臘從羅馬手上解放出來為藉口，開始入侵希臘，爆發羅馬-敘利亞戰爭（192-188年）。但於前190年的馬格尼西亞戰役羅馬獲得決定性勝利，迫使塞琉古簽訂阿帕米亞和約，塞琉古在小亞細亞的領土被割給羅得島和帕加馬，限定塞琉古海軍數量，還得償還龐大的戰爭賠款。

### 馬其頓的覆滅
雖然馬其頓君主們充滿野心，但他們無意與羅馬開戰，而羅馬總能利用藉口開啟戰端，當馬其頓腓力五世的兒子珀爾修斯繼位，但珀爾修斯的行為不受羅馬喜好，羅馬很快便與珀爾修斯展開第三次馬其頓戰爭（前171年－前168年），馬其頓在彼得那戰役中戰敗後，羅馬把馬其頓王國解散，以四個共和政體代替，過了20年，於前146年馬其頓正式畫入羅馬行省。如此一來，在短短不到幾十年間，羅馬摧毀了一個繼業者王國，削弱另一個，使羅馬勢力牢牢掌握希臘。
帕加馬王國作為羅馬的盟友持續較長一點的時間，直到最後一任國王阿塔羅斯三世於前133年逝世，但阿塔羅斯三世沒有任何繼承人，便在遺囑中將帕加馬「贈予羅馬」，以避免發生內戰或是羅馬乾脆以軍事入侵吞併這個國家。

## 希臘化時代結束
因塞琉古帝國快速衰退，而托勒密王國逐漸衰弱，在沒有其他強大威脅下，羅馬更加干預希臘事務，甚至當塞琉古國王安條克四世入侵埃及時，羅馬出面阻止，更以埃及的保護者自居，而當塞琉古帝國面臨崩潰，並在近東留下權力真空，羅馬資深執政官格奈烏斯·龐培廢除塞琉古帝國，直接併入羅馬共和國內。
而羅馬屋大維和安東尼之間的內戰即將結束時，托勒密王國也走向尾聲。屋大維在亞克興角戰役擊敗安東尼和托勒密最後一任女王克里奧帕特拉七世的聯軍，成功入侵埃及，並把埃及作為自己的直轄地，使羅馬共和國完全摧毀希臘化王國，結束希臘化時代。

### 引用
1. 1 2 3  Green, Alexander The Great and the Hellenistic Age p. xiii.
2. ↑  Hellenistic Civilization 的存檔，存档日期2008-07-05.
3. ↑  沈爱凤. 东地中海、西亚若干古城希腊化艺术综论 [J]. 丝绸之路, 2012, (16): 96-100.
4. ↑  波利比烏斯《歷史》 10.49 （页面存档备份，存于）,
5. ↑  波利比烏斯《歷史》11.34  （页面存档备份，存于）
6. ↑  Alexander The Great and the Hellenistic Age, p 98-99.
7. ↑  Alexander The Great and the Hellenistic Age, p 102-103.
8. ↑  Green, Alexander to Actium: The Historical Evolution of the Hellenistic Age, 304
9. ↑  阿庇安,Syriaca38  （页面存档备份，存于）
10. 1 2 3  Rubicon: Triumph and Tragedy in the Roman Republic. Holland, T.